# Dan Gertler
Dan Gertler (parfois désigné comme Daniel Gertner), né en décembre 1973, est un homme d'affaires israélien,.
En 2016, Forbes estime sa fortune à 1,26 milliard de dollars américains et le classe 1476e milliardaire de la planète, et 14e d'Israël. Depuis 2017, le Trésor américain le déclare soumis à des sanctions pour « opérations minières et pétrolières corrompues » en république démocratique du Congo.

## Biographie

### Famille
Dan Gertler est le petit-fils de Moshe Shnitzer, juif roumain émigré en Israël, cofondateur en 1947 et premier président de la bourse de diamants en Israël qui porte son nom. Sa mère est la gérante d'une station de radio pop, et son père, après avoir été le gardien de but dans l'équipe professionnelle de Maccabi Tel-Aviv FC, devient vendeur de diamants. Son oncle est Shmuel Schnitzer, président de la fédération mondiale des bourses de diamants de 2002 à 2006.
À l'âge de 22 ans, il achète des diamants bruts. Il fait la navette entre l'Angola, le Liberia, les États-Unis, l'Inde et Israël pour acheter et vendre des diamants.
Selon Le Monde, Dan Gertler échangeait des diamants contre des armes lors de la guerre du Liberia dans les années 1990, en violation de l'embargo décrété par l'ONU.

### Affaires en RDC
En 1997, Dan Gertler s'installe en RDC alors en pleine guerre civile, avec un intérêt pour l'industrie locale du diamant et le souhait de briser le monopole de De Beers. Il tisse des liens dans le nouveau gouvernement de Laurent-Désiré Kabila et se tourne vers l'industrie du cuivre et du cobalt. Il vend ses actifs dans le diamant pour investir dans les ressources du pays. Il achète sa première mine en 1997.
En 2000, Laurent Désiré Kabila lui accorde l’exclusivité de l’exportation des diamants congolais pour 20 millions de $. L'accord aurait également impliqué des livraisons d'armes depuis Israël. En 2002, Joseph Kabila renégocie le deal. Le nouveau deal, marchandé à 15 millions de $, autorise la société canadienne Emaxon Finance International appartenant à Dan Gertler à vendre 88 % des diamants produits par l'État sur une période de 4 an. Cette même année, les deux hommes se rendent ensemble à Washington pour solliciter l'aide des États-Unis dans le conflit congolais auprès de Condoleezza Rice.
En 2009, il met l'une de ses sociétés écrans, Emerald Star Enterprises, à profit pour permettre au kazakh ENRC de mettre la main sur l'autre moitié du capital de la Société Minière de Kabolela & Kipese SPRL (SMKK) qui appartenait alors à la Gécamines, propriété de l'État. Il achète 50 % de la SMKK 15 millions de dollars et la revend 6 mois plus tard à ENRC pour un total de 75 millions de dollars.
En 2011, à la veille des élections présidentielles, plusieurs de ses sociétés rachètent des mines appartenant à l'État, sans que ce dernier ne communique sur ces acquisitions. En 2012, le FMI épingle Dan Gertler et l'opacité autour des mines de Comides, et interrompt son programme de prêts à Kinshasa (soit 532 millions de $). Le 23 janvier 2013, l'ONG Global Witness dévoile que l'État du Congo a racheté auprès de Nessergy, une société appartenant à Dan Gertler, les droits pétroliers qu'il avait lui-même concédés à cette société en 2006 pour un prix largement inférieur (380 fois moins). Dans un communiqué, Dan Gertler reconnaît les faits, mais insiste sur la légalité de cette cession à forte valeur ajoutée.
En 2015, son nom apparaît dans les listings de l'affaire SwissLeaks liée à la banque HSBC, où il apparaît qu'il détient pour sa société Concordia Marketing Group un compte commun avec Daniel Steinmetz (frère de Beny Steinmetz). Il apparait également dans l'affaire des Panama Papers, en 2016, ainsi que dans les Paradise Papers, un an plus tard.
Des ONG, notamment la Plateforme de protection des lanceurs d'alerte en Afrique et Global Witness, l'accusent d'avoir contourné les sanctions américaines , notamment avec la Gecamines. La banque Afriland est citée dans des transactions et montages financiers. Afriland porte plainte à Paris contre PPLAAF et Global Witness.
En mars 2023, Gertler porte plainte en RDC pour diffamation contre Jean-Claude Mputu, le porte-parole de la coalition d'associations Le Congo n'est pas à vendre, et son employeur l'ONG belge Resource Matters. Cette plainte est critiquée par plus de 200 associations de RDC qui y voient un moyen d'intimider les critiques.

## Sanctions
Le Trésor américain le déclare soumis à des sanctions fin 2017. Les sanctions, imposées en représailles aux « opérations minières et pétrolières corrompues » de Dan Gertler réalisées dans une certaine opacité, interdisent aux entreprises ou citoyens américains de traiter avec lui ou avec des sociétés dont il est majoritairement actionnaire. Les entreprises non américaines qui font affaire avec Dan Gertler risquent également de se voir infliger une amende ou d'être sanctionnées.
Le 8 mars 2021, les États-Unis ont rétabli les sanctions contre Dan Gertler. Ces sanctions avaient été allégées sous le mandat de Donald Trump .

## Activités
Dan Gertler possède d'importants intérêts dans l'extraction des diamants et du cuivre en République démocratique du Congo. Il est également présent dans le minerai de fer, l'or, le cobalt, l'agriculture, la banque et le pétrole. En 2012, Dan Gertler possédait via ses sociétés 9,6 % de la production mondiale de cobalt.
Dan Gertler opère à travers sa société Fleurette basée à Gibraltar. Il est soupçonné de créer des sociétés écrans dans les Îles Vierges pour opérer des acquisitions en toute discrétion. Fleurette possède des actifs dans le secteur minier congolais via une soixantaine de sociétés offshore.
Fleurette détient un partenariat privilégié avec l'anglo-suisse Glencore. En 2014, les deux sociétés annoncent un investissement de 360 millions de $ dans la rénovation de 2 turbines à Inga II.

## Vie privée
Sa résidence principale est à Bnei Brak où il vit avec sa femme Anat et ses neuf enfants.